# Cattedrale di Aleksandr Nevskij (Kobryn)
La cattedrale di Aleksandr Nevskij (in bielorusso: Аляксандра-Неўскі сабор) è la cattedrale ortodossa di Kobryn, in Bielorussia, concattedrale dell'eparchia di Brėst.

## Storia
La cattedrale Alexander Nevsky è stata edificata tra il 1864 ed il 1868 in tardo stile neoclassico, in prossimità del luogo in cui avvenne la battaglia di Kobryn nel 1812. In epoca sovietica la chiesa è stata chiusa. Restituito alla comunità ortodossa nel 1989 e nuovamente consacrata il 12 settembre del 1990.